# Aghberik'
Aghberik' (armeniska: Aghberik’) är ett vattendrag i Armenien. Det ligger i den centrala delen av landet, 70 kilometer öster om huvudstaden Jerevan.
Trakten runt Aghberik' består i huvudsak av gräsmarker. Runt Aghberik' är det ganska glesbefolkat, med 28 invånare per kvadratkilometer.